# 빌리 제닝스
윌리엄 "빌리" 제닝스(William "Billy" Jennings, 1893년 2월 25일 ~ 1968년)은 웨일스의 축구 선수로, 볼턴 원더러스에서 250경기를 출전한 것으로 알려진축구 선수다. 볼턴이 1923년 잉글랜드 FA컵 결승전에서 승리해 우승하는데 기여했다. 또한 웨일스 축구 국가대표팀에서 11경기 출전했으며 훗날 카디프 시티에서 2년간 감독으로 일했다.